# 城町 (さいたま市)
城町（しろまち）は、埼玉県さいたま市岩槻区の町名。現行行政地名は城町一丁目および二丁目。郵便番号は339-0053。

## 地理
さいたま市岩槻区の中部に位置する。岩槻駅からはやや西に離れる。かつては岩槻城下に位置し、町人地が広がっていたが、現在は全域に戸建住宅が建つ。東側を元荒川が流れる。かつての地名は新曲輪町だった。

## 歴史
- 1988年（昭和63年）10月3日 - 大字太田から城町一丁目・二丁目が成立。
- 2005年（平成17年）4月1日 - 岩槻市がさいたま市に編入合併され、さいたま市岩槻区の町名となる。

## 世帯数と人口
2017年（平成29年）10月1日時点の世帯数と人口は以下の通りである。
| 丁目       | 世帯数  | 人口    |
| ---------- | ------- | ------- |
| 城町一丁目 | 413世帯 | 900人   |
| 城町二丁目 | 313世帯 | 753人   |
| 計         | 726世帯 | 1,653人 |

## 小・中学校の学区
市立小・中学校に通う場合、学区（校区）は以下の通りとなる。
| 丁目       | 番地 | 小学校                 | 中学校                 |
| ---------- | ---- | ---------------------- | ---------------------- |
| 城町一丁目 | 全域 | さいたま市立太田小学校 | さいたま市立岩槻中学校 |
| 城町二丁目 | 全域 | さいたま市立太田小学校 | さいたま市立岩槻中学校 |

## 交通

### 鉄道
- 地内に鉄道は敷設されていない。東武野田線岩槻駅が最寄り駅として利用できる。

### 道路
- 国道16号
- 埼玉県道80号野田岩槻線

## 施設
- 臨済宗円覚寺派知楽院
- 城町竹林公園
- 槻の城山霊園